# ARAK-21 XRS
ARAK-21 XRS (сокращение от AR, АК) - автомат, разработанный компанией Faxon Firearms. Идеей разработки было создание оружия, вобравшего бы в себя лучшие качества AR-15 и Автомата Калашникова.

## Конструкция
Верхний ресивер и ствол выполнены по системе, подобной серии автоматов Калашникова. Нижний ресивер и приклад сделаны по системе AR-15, при этом возможна замена нижнего ресивера ресивером от обычного автомата серии AR-15.
Верхняя часть состоит из тяжелого или легкого консольно вывешенного ствола, газового блока, газового поршня с затворной рамой, газового регулятора, дульного тормоза, цапфы крепления ствола, ствольной коробки, цевья и затвора.
Газовый регулятор имеет 4 режима работы, включая полную блокировку подачи газа в газовый механизм, что позволяет производить только одиночную стрельбу. Газовый регулятор выполнен по принципу газового регулятора автоматической винтовки FN FAL. Затворная группа с газовым поршнем выполнена по принципу затворной группы автомата Калашникова и расположена над стволом. Газовый поршень жестко соединен с затворной рамой, а затвор имеет 8 боевых упоров, против 2-х в АК-47.
Ствол винтовки быстросъёмный. Замена ствола занимает не более 3 минут с использованием одного шестигранного ключа.
Автоматика штурмовой винтовки ARAK-21 работает на системе газовой автоматики с длинным ходом газового поршня. Запирание канала ствола происходит продольно скользящим поворотным затвором на 8 боевых упоров. Рукоятка взведения затвора может располагаться как справа, так и слева, окно экстракции гильз также может располагаться с любой стороны, в зависимости от того, стрелок левша или правша.

## Боеприпасы
Выпускаются версии под боеприпасы:
- 5,56 х 45 НАТО
- 7,62 х 39
- 7,62 x 35 (.300BLK)